# 이탈리아의 세계유산

이탈리아의 세계유산은 세계유산 위원회를 거쳐 유네스코 세계유산에 등재된 이탈리아의 세계유산을 일컫는다. 이탈리아는 1978년 6월 23일 유네스코 조약에 비준한 이래, 53건의 문화유산과, 6건의 자연유산을 보유하고 있으며, 세계에서 가장 많은 수의 문화유산을 보유하고 있다.

## 목록

### 문화유산
| No. | 사진                                                                    | 등록명                                                                                 | 소재지                                                                        | 등록년도                                                                | 등록기준                                                                | 유네스코 지정번호                                                       | 비고                                                                             |
| 1   |                                                                         | 발카모니카의 암각화                                                                    | 롬바르디아주                                                                  | 1979년                                                                  | (ⅲ), (ⅵ)                                                                | 79                                                                      |                                                                                  |
| 2   | 바티칸 의 세계유산에 관해서는 바티칸 시국의 소유지 문서를 참고하십시오. | 바티칸 의 세계유산에 관해서는 바티칸 시국의 소유지 문서를 참고하십시오.                | 바티칸 의 세계유산에 관해서는 바티칸 시국의 소유지 문서를 참고하십시오.       | 바티칸 의 세계유산에 관해서는 바티칸 시국의 소유지 문서를 참고하십시오. | 바티칸 의 세계유산에 관해서는 바티칸 시국의 소유지 문서를 참고하십시오. | 바티칸 의 세계유산에 관해서는 바티칸 시국의 소유지 문서를 참고하십시오. | 바티칸 의 세계유산에 관해서는 바티칸 시국의 소유지 문서를 참고하십시오.          |
| 2   | 콜로세움 성 베드로 광장                                                 | 로마 역사 지구 - 바티칸 시국의 유산들과 산 파올로 푸오리 레 무라 대성전                | 이탈리아 라치오주 바티칸 시국                                                 | 1980년                                                                  | (ⅰ), (ⅱ), (ⅲ) (ⅳ), (ⅵ)                                                  | 91                                                                      | - 산 조반니 인 라테라노 대성당 - 산타 마리아 마조레 대성당 - 콘스탄티누스 개선문 |
| 3   | 산타 마리아 델레 그라치에 교회 최후의 만찬                              | 산타 마리아 델레 그라치에 교회와 도미니크 수도원 및 레오나르도 다 빈치의 '최후의 만찬' | 롬바르디아주                                                                  | 1980년                                                                  | (ⅰ), (ⅱ)                                                                | 93                                                                      |                                                                                  |
| 4   |                                                                         | 피렌체 역사 지구                                                                       | 토스카나주                                                                    | 1982년                                                                  | (ⅰ), (ⅱ), (ⅲ) (ⅳ), (ⅵ)                                                  | 174                                                                     |                                                                                  |
| 5   |                                                                         | 베네치아와 석호                                                                        | 베네토주                                                                      | 1987년                                                                  | (ⅰ), (ⅱ), (ⅲ) (ⅳ), (v), (ⅵ)                                             | 394                                                                     |                                                                                  |
| 6   |                                                                         | 피사의 두오모 광장                                                                     | 토스카나주                                                                    | 1987년                                                                  | (ⅰ), (ⅱ) (ⅳ), (ⅵ)                                                       | 395                                                                     | - 피사의 사탑 - 미라콜리 광장                                                    |
| 7   |                                                                         | 산 지미냐노 역사 지구                                                                  | 토스카나주                                                                    | 1990년                                                                  | (ⅰ), (ⅲ), (ⅳ)                                                           | 550                                                                     |                                                                                  |
| 8   |                                                                         | 마테라의 동굴 주거지와 암석 교회                                                       | 바실리카타주                                                                  | 1993년                                                                  | (ⅲ), (ⅳ), (v)                                                           | 670                                                                     |                                                                                  |
| 9   |                                                                         | 베네토의 비첸차 시와 팔라디오 양식 건축물                                              | 베네토주                                                                      | 1994년 1996년                                                           | (ⅰ), (ⅱ)                                                                | 712                                                                     | - 빌라 바르바로 - 빌라 알메리코 카프라 - 빌라 포스카리 - 테아트로 올림피코       |
| 10  |                                                                         | 시에나 역사 지구                                                                       | 토스카나주                                                                    | 1995년                                                                  | (ⅰ), (ⅱ), (ⅳ)                                                           | 717                                                                     |                                                                                  |
| 11  |                                                                         | 나폴리 역사 지구                                                                       | 캄파니아주                                                                    | 1995년                                                                  | (ⅱ), (ⅳ)                                                                | 203                                                                     |                                                                                  |
| 12  |                                                                         | 크레스피 다다                                                                          | 롬바르디아주                                                                  | 1995년                                                                  | (ⅳ), (v)                                                                | 730                                                                     |                                                                                  |
| 13  |                                                                         | 르네상스 도시 페라라와 포 삼각주                                                       | 에밀리아로마냐주                                                              | 1995년 1999년                                                           | (ⅱ), (ⅲ), (ⅳ) (v), (ⅵ)                                                  | 733                                                                     |                                                                                  |
| 14  |                                                                         | 몬테 성                                                                                | 풀리아주                                                                      | 1996년                                                                  | (ⅰ), (ⅱ), (ⅲ)                                                           | 398                                                                     |                                                                                  |
| 15  |                                                                         | 알베로벨로의 트룰리                                                                    | 풀리아주                                                                      | 1996년                                                                  | (ⅲ), (ⅳ), (v)                                                           | 787                                                                     |                                                                                  |
| 16  |                                                                         | 라벤나의 초기 기독교 기념물                                                            | 에밀리아로마냐주                                                              | 1996년                                                                  | (ⅰ), (ⅱ) (ⅲ), (ⅳ)                                                       | 788                                                                     | - 산비탈레 성당                                                                  |
| 17  |                                                                         | 피엔차 역사 지구                                                                       | 토스카나주                                                                    | 1996년                                                                  | (ⅰ), (ⅱ), (ⅳ)                                                           | 789                                                                     |                                                                                  |
| 18  |                                                                         | 카세르타의 18세기 궁전과 공원, 반비텔리 수도교, 산 레우초                              | 캄파니아주                                                                    | 1997년                                                                  | (ⅰ), (ⅱ) (ⅲ), (ⅳ)                                                       | 549                                                                     |                                                                                  |
| 19  | 토리노 왕궁                                                             | 사부아 궁중 저택                                                                       | 피에몬테주                                                                    | 1997년                                                                  | (ⅰ), (ⅱ) (ⅳ), (v)                                                       | 823                                                                     |                                                                                  |
| 20  |                                                                         | 파도바 식물원                                                                          | 베네토주                                                                      | 1997년                                                                  | (ⅱ), (ⅲ)                                                                | 824                                                                     |                                                                                  |
| 21  |                                                                         | 포르토베네레, 친퀘 테레와 섬들 (팔마리아섬, 티노섬, 티네토섬)                          | 리구리아주                                                                    | 1997년                                                                  | (ⅱ), (ⅳ), (v)                                                           | 826                                                                     | - 마나롤라 - 베르나차 - 몬테로소알마레 - 코르닐리아 - 리오마조레                 |
| 22  |                                                                         | 모데나의 대성당, 토레치비카, 피아차 그란데                                             | 에밀리아로마냐주                                                              | 1997년                                                                  | (ⅰ), (ⅱ) (ⅲ), (ⅳ)                                                       | 827                                                                     |                                                                                  |
| 23  |                                                                         | 폼페이 · 헤르쿨라네움 · 토레 아눈치아타 고고 지구                                      | 캄파니아주                                                                    | 1997년                                                                  | (ⅲ), (ⅳ), (v)                                                           | 829                                                                     |                                                                                  |
| 24  |                                                                         | 코스티에라 아말피타나                                                                  | 캄파니아주                                                                    | 1997년                                                                  | (ⅱ), (ⅳ), (v)                                                           | 830                                                                     |                                                                                  |
| 25  | 신전의 계곡                                                             | 아그리젠토 고고 지구                                                                   | 시칠리아                                                                      | 1997년                                                                  | (ⅰ), (ⅱ) (ⅲ), (ⅳ)                                                       | 831                                                                     |                                                                                  |
| 26  |                                                                         | 빌라 로마나 델 카살레                                                                  | 시칠리아                                                                      | 1997년                                                                  | (ⅰ), (ⅱ), (ⅲ)                                                           | 832                                                                     |                                                                                  |
| 27  |                                                                         | 수 누락시 디 바루미니                                                                  | 사르데냐                                                                      | 1997년                                                                  | (ⅰ), (ⅲ), (ⅳ)                                                           | 833                                                                     |                                                                                  |
| 28  |                                                                         | 아퀼레이아의 고고 지구와 가톨릭 성당                                                   | 프리울리베네치아줄리아주                                                      | 1998년                                                                  | (ⅲ), (ⅳ), (ⅵ)                                                           | 825                                                                     |                                                                                  |
| 29  |                                                                         | 우르비노 역사 지구                                                                     | 마르케주                                                                      | 1998년                                                                  | (ⅱ), (ⅳ)                                                                | 828                                                                     |                                                                                  |
| 30  | 파에스툼 벨리아                                                         | 칠렌토 · 발로 디 디아노 국립공원 파에스툼과 벨리아 고고 유적지                         | 캄파니아주                                                                    | 1998년                                                                  | (ⅲ), (ⅳ)                                                                | 842                                                                     |                                                                                  |
| 31  |                                                                         | 티볼리의 빌라 아드리아나                                                               | 라치오주                                                                      | 1999년                                                                  | (ⅰ), (ⅱ), (ⅲ)                                                           | 907                                                                     |                                                                                  |
| 32  |                                                                         | 베로나                                                                                 | 베네토주                                                                      | 2000년                                                                  | (ⅱ), (ⅳ)                                                                | 797                                                                     |                                                                                  |
| 33  |                                                                         | 아시시의 성 프란체스코 성당과 프란체스코회 유적                                        | 움브리아주                                                                    | 2000년                                                                  | (ⅰ), (ⅱ), (ⅲ) (ⅳ), (ⅵ)                                                  | 990                                                                     |                                                                                  |
| 34  |                                                                         | 빌라 데스테, 티볼리                                                                    | 라치오주                                                                      | 2001년                                                                  | (ⅰ), (ⅱ), (ⅲ) (ⅳ), (ⅵ)                                                  | 1025                                                                    |                                                                                  |
| 35  |                                                                         | 시칠리아 남동부 발 디 노토의 후기 바로크 도시                                          | 시칠리아                                                                      | 2002년                                                                  | (ⅰ), (ⅱ) (ⅳ), (v)                                                       | 1024                                                                    | - 발 디 노토 - 라구사                                                            |
| 36  |                                                                         | 피에몬테와 롬바르디아의 사크리 몬티                                                    | 피에몬테주 롬바르디아주                                                       | 2003년                                                                  | (ⅱ), (ⅳ)                                                                | 1068                                                                    |                                                                                  |
| 37  |                                                                         | 체르베테리와 타르퀴니아의 에트루리아인 네크로폴리스                                    | 라치오주                                                                      | 2004년                                                                  | (ⅰ), (ⅲ), (ⅳ)                                                           | 1158                                                                    |                                                                                  |
| 38  |                                                                         | 발도르차                                                                               | 토스카나주                                                                    | 2004년                                                                  | (ⅳ), (ⅵ)                                                                | 1026                                                                    |                                                                                  |
| 39  |                                                                         | 시라쿠사와 판틸리카 바위 네크로폴리스                                                  | 시칠리아                                                                      | 2005년                                                                  | (ⅱ), (ⅲ) (ⅳ), (ⅵ)                                                       | 1200                                                                    |                                                                                  |
| 40  |                                                                         | 제노바 : 르 스트라다 누오보와 팔라치 데이 롤리                                         | 리구리아주                                                                    | 2006년                                                                  | (ⅱ), (ⅳ)                                                                | 1211                                                                    |                                                                                  |
| 41  |                                                                         | 알불라 · 베르니나 지역의 래티셰 철로                                                   | 이탈리아 롬바르디아주 스위스                                                  | 2008년                                                                  | (ⅱ), (ⅳ)                                                                | 1276                                                                    | 스위스와 공동 등재                                                               |
| 42  | 만토바 사비오네타                                                       | 만토바와 사비오네타                                                                    | 롬바르디아주                                                                  | 2008년                                                                  | (ⅱ), (ⅲ)                                                                | 1287                                                                    |                                                                                  |
| 43  |                                                                         | 이탈리아의 랑고바르드 왕국 (568년~774년 권력의 장소)                                   | 풀리아주 캄파니아주 프리울리베네치아줄리아주 롬바르디아주 움브리아주          | 2011년                                                                  | (ⅱ), (ⅲ), (ⅵ)                                                           | 1318                                                                    | - 베네벤토 - 스폴레토 - 브레시아                                                 |
| 44  |                                                                         | 알프스 주변의 선사 시대 호상 가옥                                                      | 이탈리아 독일 스위스 슬로베니아 오스트리아 프랑스                             | 2011년                                                                  | (ⅳ), (v)                                                                | 1363                                                                    | 6개국 공동 등재                                                                  |
| 45  |                                                                         | 토스카나의 빌라 메디치와 정원                                                          | 토스카나주                                                                    | 2013년                                                                  | (ⅱ), (ⅳ), (ⅵ)                                                           | 175                                                                     |                                                                                  |
| 46  |                                                                         | 피에몬테의 포도밭 경관 : 란게-로에로와 몬페라토                                        | 피에몬테주                                                                    | 2014년                                                                  | (ⅲ), (v)                                                                | 1390                                                                    |                                                                                  |
| 47  |                                                                         | 아랍-노르만 팔레르모, 체팔루 대성당과 몬레알레 대성당                                  | 시칠리아                                                                      | 2015년                                                                  | (ⅰ), (ⅱ), (ⅳ)                                                           | 1487                                                                    |                                                                                  |
| 48  |                                                                         | 16~17세기 베네치아의 방어 시설 : 스타토 다 테라 - 서쪽의 스타토 다 마르                | 이탈리아 프리울리베네치아줄리아주 롬바르디아주 베네토주 크로아티아 몬테네그로 | 2017년                                                                  | (ⅲ), (ⅳ)                                                                | 1533                                                                    | 크로아티아 · 몬테네그로와 공동 등재                                              |
| 49  |                                                                         | 이브레아 - 20세기 산업 도시                                                            | 피에몬테주                                                                    | 2018년                                                                  | (ⅳ)                                                                     | 1538                                                                    |                                                                                  |
| 50  |                                                                         | 프로섹코 디 코넬리아노 · 발돕비아데네 구릉지                                           | 베네토주                                                                      | 2019년                                                                  | (v)                                                                     | 1571                                                                    |                                                                                  |
| 51  | 몬테카티니테르메                                                        | 유럽의 대 온천 마을                                                                    | 이탈리아 토스카나주 오스트리아 벨기에 체코 프랑스 독일 영국                   | 2021년                                                                  | (ⅱ), (ⅲ)                                                                | 1613                                                                    | 7개국 공동 등재                                                                  |
| 52  |                                                                         | 파도바의 14세기 프레스코 벽화                                                          | 베네토주                                                                      | 2021년                                                                  | (ⅱ)                                                                     | 1623                                                                    |                                                                                  |
| 53  |                                                                         | 볼로냐의 포르티코                                                                      | 에밀리아로마냐주                                                              | 2021년                                                                  | (ⅳ)                                                                     | 1650                                                                    |                                                                                  |

### 자연유산
| No. | 사진 | 등록명                                                               | 소재지 | 등록년도 | 등록기준 | 유네스코 지정번호 | 비고               |
| 1   |      | 에올리에 제도                                                        | 시칠리아 | 2000년   | (ⅷ)      | 908               |                    |
| 2   |      | 몬테산조르조산                                                       | 이탈리아 롬바르디아주 스위스 티치노주 | 2003년   | (ⅷ)      | 1090              | 스위스와 공동 등재 |
| 3   |      | 돌로미티산맥                                                         | 베네토주 | 2009년   | (ⅶ), (ⅷ) | 1237              |                    |
| 4   |      | 에트나산                                                             | 시칠리아 | 2013년   | (ⅷ)      | 1427              |                    |
| 5   |      | 카르파티아 및 유럽의 기타 지역에 생육하는 고대 및 원시 너도밤나무 숲 | 이탈리아 독일 루마니아 벨기에 보스니아 헤르체고비나 북마케도니아 불가리아 스위스 스페인 슬로바키아 슬로베니아 알바니아 오스트리아 우크라이나 체코 크로아티아 폴란드 프랑스 | 2017년   | (ⅸ)      | 1133              | 18개국 공동 등재   |